# Bornem (bière)
 (mars 2021).
Si vous disposez d'ouvrages ou d'articles de référence ou si vous connaissez des sites web de qualité traitant du thème abordé ici, merci de compléter l'article en donnant les références utiles à sa vérifiabilité et en les liant à la section « Notes et références ».
La Bornem est une bière d'abbaye belge brassée à la brasserie Van Steenberge à Ertvelde dans la commune de Evergem en province de Flandre-Orientale et se référant à l'abbaye Saint-Bernard (en néerlandais : abdij Sint Bernardus) de Bornem en province d'Anvers.

## Historique
Cette bière a été brassée depuis 1957 par la brasserie Beirens à Wommelgem. Lorsque cette brasserie fit faillite en 1971, les abbés de Bornem trouvèrent un accord avec la brasserie brasserie Van Steenberge. 
À l'origine, une représentation de Saint-Bernard représentant l'abbaye de Bornem figurait sur les étiquettes.  Mais, pour éviter toute confusion avec les étiquettes de la bière St. Bernardus de Watou, Saint-Bernard fut remplacé par un héron tenant un poisson dans son bec.
La Bornem est une bière belge d'Abbaye reconnue depuis 1999 et porte donc le logo sur l'étiquette.

## Bières
Il existe deux variétés de bière d'abbaye vivante de haute fermentation puis refermentée en bouteille : 
- Bornem Dubbel est une bière brune titrant 8 % d'alcool. Elle est la bière mère des bières à étiquette Uilenspiegelbier de Damme et Abdij van Roosenberg Dubbel.
- Bornem Tripel est une bière blonde triple titrant 9 % d'alcool. Elle est la bière mère des bières à étiquette Maerlant Damse Tripel de Damme, Abdij van Roosenberg Tripel et Keizersberg qui a aussi le statut de bière belge d'Abbaye reconnue.